# 明智藪 (堤防)
明智藪（あけちやぶ）は、京都府福知山市を流れる由良川の流勢を弱める洪水対策として、戦国武将の明智光秀によって築かれたとされる藪。
光秀が福知山城の城下町を造営するために由良川の流路を変更すべく建設した堤防の一画にあり、植林された竹などで構成される。古くは「蛇ヶ端御藪」とよんだが、その由来から現在では「明智藪」「光秀堤」等と呼び習わされている。

## 歴史
天正7年（1579年）に丹波を平定した明智光秀は、城と城下町の整備を行った。城はもともと横山氏の居城であったものを改修したが、由良川と土師川の合流点にあり、由良川は天然の堀であったものの、水害多発地点でもあった。そのため城の整備と並行して由良川の流路を変更、城下町を造営するために蛇ヶ端から鋳物師町までの1キロメートル以上にわたる堤防を築いたとされる。
築堤は天正8年（1580年）に始まった。当時の由良川は、21世紀現在の福知山駅付近まで蛇行していたと推定されているが、光秀はこれを城から西北に向かって堤防を築いて川の流れを北向きに固定し、水流の衝撃を緩和するために堤防の前面に藪を設けた。その藪を「明智藪」という。
しかし、当時の土木技術で一級河川である由良川の流路を付け替えることは容易でなく、福知山が光秀の支配下にあったわずか3年の間にこれが成し遂げられたとは考えにくいことから、その後長年にわたる築堤工事を一括して光秀の功績と記した後世の記録の混在があるとみられる。福知山城の築城について、光秀の時代の記録は原本が残されておらず、江戸時代後半に執筆された写本が多い。

## 特徴
明智藪（蛇ヶ端藪）は、京都府福知山市を流れる土師川と由良川の合流地点に存在する地形のことである。
城の直下の堤防に突き当たる由良川の水勢を弱める役割を果たすもので、竹林のほか、樹齢数百年のエノキなどの大木が繁茂し防備林となっていた。江戸時代は藩有林として番人を置いて管理していたが、明治維新以降は藪の伐採や建築などによる土手改変などが横行し、明治29年の水害以降はその管理が問題となっていた。